# 10周年記念シングル・コレクション 〜Dear Jupiter〜
『10周年記念シングル・コレクション 〜Dear Jupiter〜』（10しゅうねんきねんシングル・コレクション ディアー・ジュピター）は、平原綾香の2枚目のベスト・アルバム（アルバム作品全体を通すと12枚目）。2013年5月8日にリリース。

## 概要
ベスト・アルバムとしては2008年の『Jupiter〜平原綾香ベスト〜』より約5年3か月振りとなる。
2003年発売のデビュー・シングル『Jupiter』から2012年発売の29枚目『スマイル スマイル』までのシングルが収録され、初回限定盤はCD2枚組とビデオ・クリップが収録されたDVD、通常盤のCD2枚組のみの2形態での発売となり、ジャケットもそれぞれ異なる。

## 解説
本作は平原が歌手デビュー10周年を記念して発売されたものであり、前述のようにデビューから2012年までに発表されたシングル曲全32曲が収録されている。

## 収録曲

### Disc.1 CD
1. Jupiter
1stシングル
2. 明日
2ndシングル
3. 君といる時間の中で
3rdシングル
4. 虹の予感
4thシングル
5. BLESSING 祝福
5thシングル
6. Hello Again, JoJo
6thシングル
7. Eternally
8thシングル
8. 晩夏（ひとりの季節）
9thシングル
9. いのちの名前
9thシングル
10. 誓い
10thシングル
11. Voyagers
11thシングル
12. 心
11thシングル
13. CHRISTMAS LIST
12thシングル
14. 今、風の中で
13thシングル
15. 星つむぎの歌
14thシングル
16. 孤独の向こう
15thシングル
17. さよなら 私の夏
16thシングル

### Disc.2 CD
1. ノクターン
17thシングル
2. カンパニュラの恋
17thシングル
3. 朱音 あかね
18thシングル
4. 新世界
19thシングル
5. ミオ・アモーレ
20thシングル
6. Ave Maria! 〜シューベルト〜
21stシングル
7. ケロパック
22ndシングル
8. 威風堂々
23rdシングル
9. JOYFUL, JOYFUL
23rdシングル
10. Greensleeves
24thシングル
11. 別れの曲
25thシングル
12. おひさま〜大切なあなたへ
26thシングル
13. My Road
27thシングル
14. NOT A LOVE SONG
28thシングル
15. スマイル スマイル
29thシングル

### Disc.3 DVD (初回限定盤のみ)
1. Jupiter
2. 明日
3. 誓い
4. Voyagers
5. ノクターン
6. ミオ・アモーレ
7. おひさま〜大切なあなたへ
8. NOT A LOVE SONG
9. スマイル スマイル
10. 〜Thank you 39!〜 Photos from A-ya!